# Antoine-Eustache d'Osmond
Monsignor Antoine Eustache d'Osmond (Saint-Domingue, 6 febbraio 1754 – Nancy, 27 settembre 1823) è stato un vescovo cattolico francese di nobile famiglia, barone dell'Impero francese.

## Biografia
Figlio di Louis Eustache d'Osmond (1718-1782) e di Marie Louise de Pardieu de Maucomble, nacque nella colonia americana da una nobile famiglia francese, e fu inviato presto in Francia da suo zio Charles Antoine Gabriel d'Osmond (1723-1793), vescovo di Comminges. Qui studiò e prese i voti. Secondo Dufort de Cheverny, "fu grande, bello, ben fatto e pieno di spirito".
La sua carriera fu una rapida ascesa. Venne nominato vicario generale dell'arcidiocesi di Tolosa nel 1777 e l'11 aprile 1785, venne nominato vescovo di Comminges dopo la rinuncia di suo zio.
Fuggito durante la rivoluzione francese, arrivò a Londra il 26 settembre 1801, ma tornò in Francia appena un anno dopo. Divenne allora vescovo concordatario di Nancy nel 1805 e primo cappellano di Luigi Bonaparte, re d'Olanda.
Nel 1809 fu nominato arcivescovo di Firenze su indicazione di Napoleone stesso, ma a causa dei contrasti fortissimi tra papa e imperatore, fu, al pari di altri vescovi di nomina imperiale, avversato da un pronunciamento di papa Pio VII, che lo dichiarò inabile per il ruolo di arcivescovo. A Firenze la curia insorse più volte contro la sua figura e si adoperò perché venisse rispettato il desiderio papale e nominato un arcivescovo italiano. Si insediò solo nel 1811, in un regime di "occupazione", con episodi di contestazione da parte dei canonici, in particolare di Averardo Corboli, desideroso del suo ruolo, e del clero stesso, che non approvò alcune sue iniziative come l'indulto sui latticini durante la Quaresima. Dopo la caduta di Napoleone nel 1813 tornò in Francia e il suo nome non compare nella lista ufficiale dei vescovi fiorentini.
Tornato a Nancy continuò la sua missione episcopale e morì ancora in carica il 27 settembre 1823.
Fu nominato da Luigi XVIII di Francia, commendatore dell'Ordine di San Lazzaro e di Nostra Signora del Monte Carmelo. Fu barone dell'Impero, titolo concesso con possibilità di passaggio ai nipoti (maggio 1808), oltre a conte di Osmond.

## Genealogia episcopale
La genealogia episcopale è:
- Cardinale Scipione Rebiba
- Cardinale Giulio Antonio Santori
- Cardinale Girolamo Bernerio, O.P.
- Arcivescovo Galeazzo Sanvitale
- Cardinale Ludovico Ludovisi
- Cardinale Luigi Caetani
- Vescovo Giovanni Battista Scanaroli
- Cardinale Antonio Barberini, O.S.Io.Hieros.
- Arcivescovo Charles-Maurice Le Tellier
- Arcivescovo Jean-Baptiste-Michel Colbert de Saint-Pouange
- Vescovo Olivier Jégou de Kervilio
- Arcivescovo Louis de La Vergne-Montenard de Tressan
- Cardinale Paul d'Albert de Luynes
- Cardinale Étienne-Charles de Loménie de Brienne
- Vescovo Antoine-Eustache d'Osmond